# Robot 310
Robot 310 (также известна как Lufttorped 7, LT.7) — шведская крылатая ракета с пульсирующим воздушно-реактивным двигателем, разработанная фирмой Saab AB в 1946 году. Создана под влиянием немецкой Фау-1, обломки которой были в 1944 году найдены на территории Швеции. На вооружение ракета не принималась.

## История
В 1944 году Германия впервые массово применила принципиально новое оружие — беспилотные самолёты-снаряды Фау-1. Намного более дешёвые чем пилотируемые бомбардировщики, самолёты-снаряды могли запускаться в огромных количествах, подвергать тылы противника постоянным терроризирующим бомбардировкам и вынуждать его отвлекать огромные ресурсы на противовоздушную оборону без риска для германских пилотов или затрат невосполнимых ресурсов. Хотя из-за низкой точности применение Фау-1 было лишь относительно эффективным, тем не менее, ракеты наглядно продемонстрировали свой высокий потенциал.
Ещё в начале 1943 года две ракеты Фау-1, запущенные с испытательными целями над Балтикой, разбились на территории Швеции. Шведы тщательно изучили конструкцию немецких ракет, выполнив их подробное техническое описание. Новейшая по тем временам технология чрезвычайно заинтересовала шведских военных, решивших максимально эффективно использовать эту редкую удачу.
В 1944 году фирма Saab AB по инициативе ВВС Швеции начала разработку проекта крылатой ракеты собственной конструкции, основанной на упрощённом и улучшенном дизайне Фау-1.

## Конструкция
Разработанная для применения с боевых самолётов по объектам противника из-за пределов дальности действия ПВО, ракета Robot 310 имела существенно переработанный в сравнении с Фау-1 дизайн. Шведы разместили пульсирующий воздушно-реактивный двигатель по оси аппарата, выведя щели воздухозаборников на бока в средней части фюзеляжа, таким образом им удалось существенно уменьшить высоту аппарата. В качестве пусковой платформы предполагался двухмоторный бомбардировщик(вероятно, Saab 18)
Длина корпуса с учётом двигателя составляла 4,73 м, размах прямых крыльев — 2,5 м. Вес снаряда составлял всего 265 кг (неизвестно, сколько приходилось на боеголовку). Скорость ракеты должна была составлять порядка 670 километров в час, при радиусе действия около 17 километров.

## Испытания
Производство экспериментальных образцов ракеты началось в 1949 году. Около 180 единиц было изготовлено и испытано, но в серийное производство ракета так и не пошла. Характеристики её были уже явно недостаточны, чтобы в условиях активного применения реактивных истребителей и наводящихся радарами зениток, использующих снаряды с радиовзрывателями, гарантировать поражение цели или хотя бы возможность для носителя оставаться вне радиуса действия ПВО цели.

### Robot 311
В 1947 году Saab начала разработку увеличенной в размерах версии ракеты со стреловидным крылом. Предполагалось увеличить скорость снаряда за счёт улучшения аэродинамики. Десять образцов ракеты были испытаны в 1951—1953 годах, но из-за устаревания конструкции и совершенно недостаточного радиуса действия (из-за перетяжеления уменьшившегося до 7,5 км) программа была закрыта.